# Micranthes lyallii
Micranthes lyallii là một loài thực vật có hoa trong họ Saxifragaceae. Loài này được (Engl.) Small miêu tả khoa học đầu tiên năm 1905.